# St. Georg (Stimpfach)

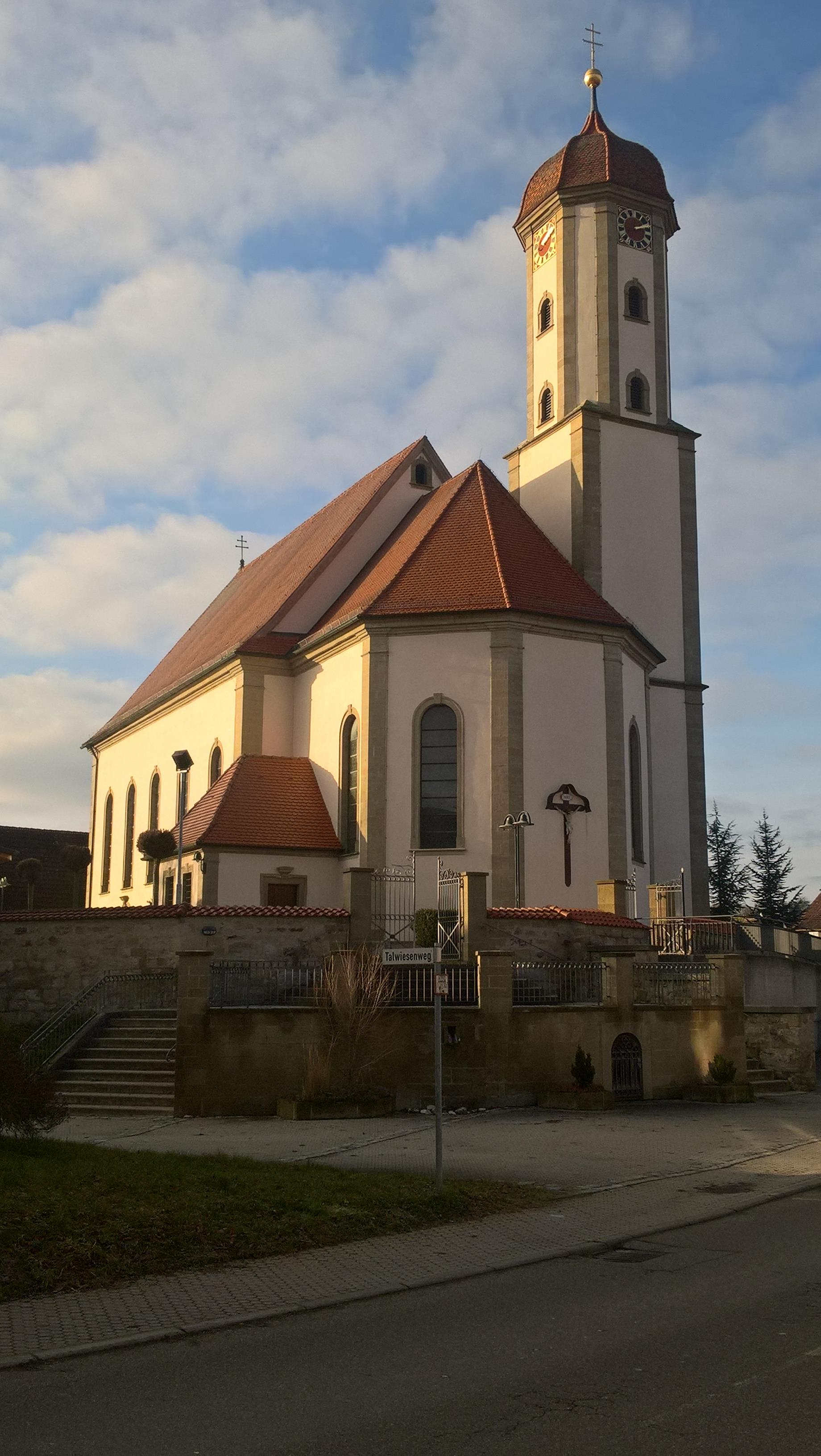
St. Georg in Stimpfach

Die römisch-katholische Pfarrkirche St. Georg steht in Stimpfach, einer Gemeinde im Landkreis Schwäbisch Hall in Baden-Württemberg. Das Bauwerk ist beim Landesamt für Denkmalpflege Baden-Württemberg als Baudenkmal eingetragen. Die Kirchengemeinde gehört zum Dekanat Schwäbisch Hall der Diözese Rottenburg-Stuttgart.

## Beschreibung
Die verputzte, mit Ecksteinen gegliederte Saalkirche wurde 1764/68 gebaut. Sie besteht aus einem Langhaus mit fünf Fensterachsen, einem eingezogenen, dreiseitig geschlossenen Chor im Osten, einem Chorflankenturm an dessen Nordwand und der Sakristei an dessen Südwand. Im Innenraum des Langhauses befindet sich im Westen eine doppelstöckige Empore, auf der oberen steht die 1986/87 gebaute Orgel. Auf der Deckenmalerei werden die Marienkrönung und die Legende des heiligen Georg dargestellt. Der Chorflankenturm auf quadratischem Grundriss wurde mit achteckigen Geschossen aufgestockt, die den Glockenstuhl mit fünf Kirchenglocken und darüber die Turmuhr beherbergen, und mit einer Glockenhaube bedeckt. Die Altäre und die Kreuzwegstationen stammen aus der Zeit des Rokoko.